# Acer ceriferum
Acer ceriferum é uma espécie de árvore do gênero Acer, pertencente à família Aceraceae.